# خوسيه نونو رودريغوس كزافييه
خوسيه نونو رودريغوس كزافييه (7 مارس 1997 ببراغا في البرتغال - ) هو لاعب كرة قدم برتغالي في مركز الهجوم. شارك مع منتخب البرتغال تحت 16 سنة لكرة القدم. أما مع النوادي، فقد لعب مع Vitória S.C. B ‏.

## وصلات خارجية
- خوسيه نونو رودريغوس كزافييه على موقع قاعدة بيانات كرة القدم.إي يو (الإنجليزية)
- خوسيه نونو رودريغوس كزافييه على موقع Soccerway.com (الإنجليزية)